# Uwe Kollmannsperger
Uwe Kollmannsperger (* 19. Juli 1964 in Berlin) ist ein ehemaliger deutscher Fußballspieler.

## Spielerkarriere
Uwe Kollmannsperger spielte zunächst in der Jugend vom SFC Stern 1900, bevor er in die Jugend von Hertha BSC wechselte.
Dort wurde er von Georg Gawliczek 1982 in den Bundesliga-Kader berufen, kam allerdings zunächst nicht über die Rolle eines Reservisten hinaus. Erst nach dem Abstieg ein Jahr später konnte er sein Profidebüt feiern. 1986 beendete er nach dem Abstieg in die Oberliga wegen Knieproblemen seine Karriere bei Hertha BSC, woraufhin er in der Immobilienbranche tätig wurde und sich später selbstständig machte.